# Lissonomimus auratopilosus
Lissonomimus auratopilosus är en skalbaggsart som beskrevs av Di Iorio 1999. Lissonomimus auratopilosus ingår i släktet Lissonomimus och familjen långhorningar. Inga underarter finns listade i Catalogue of Life.